# League Two (Cina)
La China League Two (中国足球协会乙级联赛S), nota per motivi di sponsorizzazione come Chinese Football Association Bing League, è la terza divisione del campionato cinese di calcio. È posta sotto l'egida della CFA.
La China League Two è divisa in due gironi, il girone Nord e il girone Sud. Al termine del campionato le prime quattro classificate nei due gironi si giocano la promozione in China League One.

## Squadre
| Squadra                    | Allenatore        | Città    | Stadio                                 | Stagione 2021 |
| -------------------------- | ----------------- | -------- | -------------------------------------- | ------------- |
| Dandong Tengyue            | Kwon Ryong-jun    | Dandong  |                                        | 20°           |
| Dongguan United            | Wang Helong       | Dongguan |                                        | 8°            |
| Hainan Star                | Tsutomu Takahata  | Lingshui |                                        | CMCL, 4°      |
| Hubei Istar                | Gao Feng          | Wuhan    | Xiaogan Sports Centre Stadium          | 13°           |
| Hunan Billows              | Jia Hong          | Changsha | Yiyang Olympic Sports Park Stadium     | 15°           |
| Inner Mongolia Caoshangfei | Ivica Cvetanovski | Baotou   | Baotou Olympic Sports Centre Stadium   | 19°           |
| Jiangxi Dark Horse Junior  | Zhang Yun         | Yichun   |                                        | 16°           |
| Jinan Xingzhou             | Tang Jing         | Jinan    |                                        | CMCL, 1°      |
| Nantong Haimen Codion      | Gao Wanguo        | Nantong  |                                        | CMCL, 2°      |
| Qingdao Red Lions          | Li Yinan          | Laixi    | Laixi Sports Center                    | 21°           |
| Shanghai Jiading Huilong   | Wang Hongliang    | Shanghai | Jiading Stadium                        | 7°            |
| Shanxi Longjin             | Bojan Pavlović    | Taiyuan  | Shanxi Sports Centre Stadium           | 6°            |
| Sichuan Minzu              | Cao Tianbao       | Chengdu  |                                        | 17°           |
| Tai'an Huawei              | Liu Jindong       | Tai'an   |                                        | CMCL, 3°      |
| Wuhan Jiangcheng           | Wang Quan         | Wuhan    |                                        | CMCL, 5°      |
| Wuxi Wugou                 | Qin Kai           | Wuxi     |                                        | 9°            |
| Xi'an Wolves               | Wang Bo           | Xi'an    | Stadio del Politecnico Nordoccidentale | 14°           |
| Xiamen Egret Island        | Zang Haili        | Xiamen   | Xiamen Stadium                         | 5°            |
| Yanbian Longding           | Jin Huirong       | Longjing |                                        | 12°           |

## Albo d'oro

### Campionato non professionistico (1956-1993)

#### Secondo Livello
- 1956:  Guangzhou E.
- 1957:  Public Security Troops
- 1958:  Guangzhou E.
- 1959: Non disputato[2]
- 1960:  Capital Machine Bdg.
- 1961-1963: Non disputato[3]
- 1964:  Nanjing Army Unit
- 1965:  Fujian
- 1966-1972: Non disputato[4]
- 1973-1977: Non disputato[3]

- 1978:  Air Force
- 1979:  Qinghai
- 1980:  Wuhan O.V.
- 1981:  Guangzhou E.
- 1982:  Nanjing Army Unit
- 1983:  Dalian Shide
- 1984:  Dalian Shide
- 1985:  Liaoning B
- 1986:  Beijing Army Unit
- 1987:  Guangdong B
- 1988:  Tianjin Gangji

#### Terzo livello
- 1989:  Foshan
- 1990:  Jilin Aodong
- 1991:  Shandong Taishan
- 1992:  Qingdao Hainiu
- 1993: Non disputato[2]

### Campionato professionistico (1994-)
- 1994:  Shenzhen (1°)
- 1995:  Shanghai Pudong (1°)
- 1996:  Tianjin Vanke (1°)
- 1997:  Jiangsu Maite (1°)
- 1998:  Guangzhou Baiyunshan (1°)
- 1999:  Henan Jianye (1°)
- 2000:  Sichuan Mianyang (1°)
- 2001:  Dalian Saidelong (1°)
- 2002:  Harbin Lange (1°)
- 2003:  Dalian Changbo (1°)
- 2004:  Shanghai Zhong. (1°)
- 2005:  Nanchang B.H. (1°)
- 2006:  Beijing Ligong (1°)
- 2007:  Shanghai Dongya (1°)
- 2008:  Shenyang Dongjin (1°)
- 2009:  Hunan Xiangtao (1°)
- 2010:  Dalian Aerbin (1°)
- 2011:  Harbin Yiteng (1°)
- 2012:  Guizhou Zhicheng (1°)
- 2013:  Qingdao Huanghai (1°)
- 2014:  Jiangxi Liansheng (1°)
- 2015:  Meizhou Kejia (1°)
- 2016:  Lijiang Jiayunhao (1°)
- 2017:  Heilongjiang Huoshan Mingquan (1°)
- 2018:  Sichuan Longfor (1°)
- 2019:  Shenyang Urban (1°)
- 2020:  Wuhan San Zhen (1°)
- 2021:  Qingdao Hainiu (1°)
- 2022:  Jinan Xingzhou (1°)
- 2023:  Chongqing Tongliang Long (1°)